# Segunda Categoría de Ecuador 2017
La Segunda Categoría 2017, cuyo nombre comercial fue «Copa Banco del Pacífico Segunda Categoría 2017» fue la edición n.º 44 de la Segunda Categoría del fútbol ecuatoriano, este torneo es el tercer escalafón en la pirámide del Fútbol Ecuatoriano por detrás de la Serie A y Serie B, las fases finales comenzaron a disputarse el 28 de julio de 2017 y finalizaron el 17 de diciembre de 2017.
El torneo se celebra de manera anual desde 1967.
El Club Deportivo Puerto Quito consiguió su primer título en la categoría tras una excelente campaña desde la etapa provincial donde fue subcampeón y en las fases regionales y nacionales en las cuales las superó con total comodidad, el título de campeón 2017 le permitió conseguir el ascenso a Serie B por primera vez en su historia.
Por otra parte el subcampeón del torneo fue el Orense Sporting Club de Machala, el cuadro machaleño comenzó en la etapa provincial quedando campeón, en las etapas regionales y nacionales terminó en primer y segundo lugar de sus respectivos grupos, tras una muy buena campaña el equipo orense jugará por primera vez en su historia en la Serie B.
En 1967, se denominó Segunda División Ecuatoriana de Fútbol ya que aún no se formaba la Serie B en los años 1967-1970.
En los años 1968-1974, se jugó los campeonatos provinciales tras la desaparición de la Segunda División Ecuatoriana de Fútbol.
En los años 1973 y 1983-1988 se desarrolló como el segundo nivel del fútbol ecuatoriano tras la desaparición de la Serie B y retomando su antiguo nombre.
El torneo comprendió 4 etapas: el primer semestre del año se jugaron los campeonatos provinciales, y en el segundo semestre las fases: regional, nacional y final.

## Sistema de campeonato
El formato para el torneo de Segunda Categoría 2017 fue confirmado el 26 de enero de 2017, tal como fue en el 2016 en el Comité Ejecutivo Ampliado en la Federación Ecuatoriana de Fútbol, ahí las diferentes asociaciones aprobaron el sistema de campeonato, la cantidad de clubes participantes, que hasta 2015 era de 44 equipos para este torneo se redujo a 35, es decir que los torneos provinciales que tuvieron menos equipos solo clasificó el campeón provincial y los torneos que tuvieron más equipos clasificaron el campeón y vicecacampeón provincial.
Fase provincial (primera etapa)
- La primera fase fue conformada por las 22 asociaciones provinciales de fútbol del Ecuador, cada asociación tuvo su propio formato de clasificación.
- Asociaciones con 5 o menos equipos clasificaron 1 equipo a la fase regional
- Asociaciones con 6 o más equipos clasificaron 2 equipos a la fase regional

Fase regional (segunda etapa)
| Zona Oriental                                               | Zona Oriental                                              | Zona Occidental                                                         | Zona Occidental                                                          | Zona Sur                                 | Zona Sur                                                 |
| Grupo 1                                                     | Grupo 2                                                    | Grupo 1                                                                 | Grupo 2                                                                  | Grupo 1                                  | Grupo 2                                                  |
| ----------------------------------------------------------- | ---------------------------------------------------------- | ----------------------------------------------------------------------- | ------------------------------------------------------------------------ | ---------------------------------------- | -------------------------------------------------------- |
| Imbabura Orellana Sucumbíos Carchi Tungurahua 2 Pichincha 1 | Bolívar Chimborazo 2 Napo Pastaza Tungurahua 1 Pichincha 2 | Cotopaxi 1 Esmeraldas 2 Los Ríos 2 Manabí 1 Santa Elena Santo Domingo 1 | Cotopaxi 2 Esmeraldas 1 Los Ríos 1 Manabí 2 Santo Domingo 2 Chimborazo 1 | Azuay 2 Cañar 2 El Oro 1 Guayas 2 Loja 2 | Azuay 1 Cañar 1 El Oro 2 Guayas 1 Loja 1 Morona Santiago |

- Un total de 35 clubes jugaron esta etapa.
- Se dividió en 6 grupos: cinco de 6 y uno de 5 clubes.
- Cada grupo constó de 10 fechas con partidos de ida y vuelta.
- Clasificaron los 2 primeros de cada grupo a la fase nacional.

Fase nacional (tercera etapa)
- Un total de 12 clubes jugaron esta etapa.
- Se dividió en 3 grupos de 4 clubes por sorteo.
- Cada grupo constó de 6 fechas con partidos de ida y vuelta
- Clasificaron los 3 primeros y el mejor segundo a la Fase Final.

Fase nacional (cuarta etapa)
- Un total de 4 clubes jugaron esta etapa.
- El cuadrangular constó de 6 fechas con partidos de ida y vuelta.
- El primero y el segundo equipo lograron el ascenso a la Serie B 2018.

## Equipos clasificados
| Asociación                                                                           | Equipo                             | Vía de clasificación |
| ------------------------------------------------------------------------------------ | ---------------------------------- | --- |
| Azuay 2 cupos                                                                        | Baldor Bermeo Cabrera Atenas F. C. | Campeón de la Segunda Categoría de Azuay 2017 Subcampeón de la Segunda Categoría de Azuay 2017                                                   |
| Bolívar 1 cupo                                                                       | Mineros S. C.                      | Campeón de la Segunda Categoría de Bolívar 2017                                                                                                  |
| Cañar 2 cupos                                                                        | San Francisco Municipal Cañar      | Campeón de la Segunda Categoría de Cañar 2017 Subcampeón de la Segunda Categoría de Cañar 2017                                                   |
| Carchi 1 cupo                                                                        | Deportivo San Gabriel              | Campeón de la Segunda Categoría de Carchi 2017                                                                                                   |
| Chimborazo 2 cupos                                                                   | Alianza Deportivo Guano            | Campeón de la Segunda Categoría de Chimborazo 2017 Subcampeón de la Segunda Categoría de Chimborazo 2017                                         |
| Cotopaxi 2 cupos                                                                     | La Unión Alianza Cotopaxi          | Campeón de la Segunda Categoría de Cotopaxi 2017 Subcampeón de la Segunda Categoría de Cotopaxi 2017                                             |
| El Oro 2 cupos                                                                       | Orense Audaz Octubrino             | Campeón de la Segunda Categoría de El Oro 2017 Subcampeón de la Segunda Categoría de El Oro 2017                                                 |
| [[Archivo:\|20x20px\|border\|Bandera de Esmeraldas]] Esmeraldas 2 cupos              | Juventus 5 de Agosto               | Campeón de la Segunda Categoría de Esmeraldas 2017 Subcampeón de la Segunda Categoría de Esmeraldas 2017                                         |
| Guayas 2 cupos                                                                       | Patria Rocafuerte F. C.            | Campeón de la Segunda Categoría de Guayas 2017 Subcampeón de la Segunda Categoría de Guayas 2017                                                 |
| Imbabura 1 cupo                                                                      | Atlético Ibarra                    | Campeón de la Segunda Categoría de Imbabura 2017                                                                                                 |
| Loja 2 cupos                                                                         | Ciudad de Yantzaza Búffalos        | Campeón de la Segunda Categoría de Loja 2017 Subcampeón de la Segunda Categoría de Loja 2017                                                     |
| Los Ríos 2 cupos                                                                     | Deportivo Quevedo Insutec          | Campeón de la Segunda Categoría de Los Ríos 2017 Subcampeón de la Segunda Categoría de Los Ríos 2017                                             |
| Manabí 2 cupos                                                                       | Atlético Portoviejo Grecia         | Campeón de la Segunda Categoría de Manabí 2017 Subcampeón de la Segunda Categoría de Manabí 2017                                                 |
| Morona Santiago 1 cupo                                                               | Deportivo Morona                   | Campeón de la Segunda Categoría de Morona Santiago 2017                                                                                          |
| Napo 1 cupo                                                                          | Valle de Quijos                    | Campeón de la Segunda Categoría de Napo 2017 |
| Orellana 1 cupo                                                                      | Abuelos F. C.                      | Campeón de la Segunda Categoría de Orellana 2017                                                                                                 |
| Pastaza 1 cupo                                                                       | Deportivo Puyo                     | Campeón de la Segunda Categoría de Pastaza 2017                                                                                                  |
| [[Archivo:\|20x20px\|border\|Bandera de Pichincha]] Pichincha 2 cupos                | Espoli Puerto Quito                | Campeón de la Segunda Categoría de Pichincha 2017 Subcampeón de la Segunda Categoría de Pichincha 2017                                           |
| [[Archivo:\|20x20px\|border\|Bandera de Santa Elena (provincia)]] Santa Elena 1 cupo | Duros del Balón                    | Campeón de la Segunda Categoría de Santa Elena 2017                                                                                              |
| Santo Domingo de los Tsáchilas 2 cupos                                               | San Rafael Talleres                | Campeón de la Segunda Categoría de Santo Domingo de los Tsáchilas 2017 Subcampeón de la Segunda Categoría de Santo Domingo de los Tsáchilas 2017 |
| Sucumbíos 1 cupo                                                                     | Deportivo Oriental                 | Campeón de la Segunda Categoría de Sucumbíos 2017                                                                                                |
| Tungurahua 2 cupos                                                                   | Chacaritas América de Ambato       | Campeón de la Segunda Categoría de Tungurahua 2017 Subcampeón de la Segunda Categoría de Tungurahua 2017                                         |

## Zona 1
Los equipos de Carchi, Imbabura, Sucumbíos, Orellana, Pichincha y Tungurahua.
     – Clasificado para los cuadrangulares semifinales.
     – Perdió la categoría.

### Clasificación
|  |     | Equipo                | PJ | PG | PE | PP | GF | GC | DG  | PTS |
|  | --- | --------------------- | -- | -- | -- | -- | -- | -- | --- | --- |
|  | 1.° | Espoli                | 9  | 8  | 0  | 1  | 31 | 5  | +26 | 24  |
|  | 2.° | Atlético Ibarra       | 9  | 7  | 0  | 2  | 18 | 7  | +11 | 20  |
|  | 3.° | América S. C.         | 9  | 5  | 0  | 4  | 16 | 8  | +8  | 15  |
|  | 4.° | Deportivo Oriental    | 9  | 4  | 0  | 5  | 16 | 32 | -16 | 8   |
|  | 5.° | Deportivo San Gabriel | 8  | 2  | 0  | 6  | 16 | 22 | -6  | 5   |
|  | 6.° | Abuelos               | 10 | 1  | 0  | 9  | 4  | 27 | -23 | 2   |

### Evolución de la clasificación
| Equipo / Jornada      | 01 | 02 | 03 | 04 | 05 | 06 | 07 | 08 | 09 | 10 |
| --------------------- | -- | -- | -- | -- | -- | -- | -- | -- | -- | -- |
| Espoli                | 5  | 3  | 2  | 2  | 1  | 1  | 1  | 1  | 1  | 1  |
| Atlético Ibarra       | 1  | 1  | 1  | 1  | 2  | 2  | 2  | 2  | 2  | 2  |
| América S. C.         | 3  | 4  | 4  | 3  | 4  | 3  | 3  | 3  | 3  | 3  |
| Deportivo Oriental    | 2  | 2  | 3  | 4  | 3  | 4  | 4  | 4  | 4  | 4  |
| Deportivo San Gabriel | 6  | 6  | 5  | 5  | 6  | 5  | 5  | 5  | 5  | 5  |
| Abuelos               | 4  | 5  | 6  | 6  | 5  | 6  | 6  | 6  | 6  | 6  |

### Resultados
|  | América               | 1 - 0 | Espoli             |  | Bellavista           | 29 de julio | 13:30 |
|  | Abuelos               | 0 - 1 | Deportivo Oriental |  | Federativo (El Coca) | 29 de julio | 15:00 |
|  | Deportivo San Gabriel | 1 - 4 | Atlético Ibarra    |  | Olímpico Santa Rosa  | 30 de julio | 11:45 |

|  | Espoli             | 2 - 0 | Abuelos               |  | Olímpico Guillermo Albornoz | 5 de agosto | 14:00 |
|  | Atlético Ibarra    | 1 - 0 | América               |  | Olímpico (Ibarra)           | 6 de agosto | 11:00 |
|  | Deportivo Oriental | 3 - 1 | Deportivo San Gabriel |  | Carlos Vernaza              | 6 de agosto | 12:00 |

|  | Espoli                | 7 - 0 | Deportivo Oriental |  | Olímpico Guillermo Albornoz | 9 de agosto | 14:00 |
|  | Deportivo San Gabriel | 2 - 1 | América            |  | Olímpico Santa Rosa         | 9 de agosto | 15:45 |
|  | Abuelos               | 0 - 1 | Atlético Ibarra    |  | Federativo (El Coca)        | 9 de agosto | 19:00 |

|  | América               | 2 - 0 | Abuelos            |  | Bellavista          | 12 de agosto | 13:30 |
|  | Atlético Ibarra       | 4 - 3 | Deportivo Oriental |  | Olímpico (Ibarra)   | 13 de agosto | 11:00 |
|  | Deportivo San Gabriel | 1 - 4 | Espoli             |  | Olímpico Santa Rosa | 13 de agosto | 11:30 |

|  | Espoli             | 1 - 0 | Atlético Ibarra       |  | Olímpico Guillermo Albornoz | 19 de agosto | 14:00 |
|  | Abuelos            | 3 - 1 | Deportivo San Gabriel |  | Federativo (El Coca)        | 19 de agosto | 15:00 |
|  | Deportivo Oriental | 3 - 1 | América               |  | Carlos Vernaza              | 20 de agosto | 12:00 |

|  | América               | 6 - 0 | Deportivo Oriental |  | Municipal de Píllaro | 26 de agosto | 16:00 |
|  | Atlético Ibarra       | 0 - 1 | Espoli             |  | Olímpico (Ibarra)    | 27 de agosto | 11:00 |
|  | Deportivo San Gabriel | 8 - 1 | Abuelos            |  | Olímpico Santa Rosa  | 27 de agosto | 11:30 |

|  | Espoli             | 4 - 1 | Deportivo San Gabriel |  | Olímpico Guillermo Albornoz | 2 de septiembre | 14:00 |
|  | Abuelos            | 0 - 3 | América               |  | Federativo (El Coca)        | 2 de septiembre | 15:00 |
|  | Deportivo Oriental | 1 - 4 | Atlético Ibarra       |  | Carlos Vernaza              | 3 de septiembre | 12:00 |

|  | Deportivo Oriental | 2 - 9 | Espoli                |  | Carlos Vernaza       | 6 de septiembre | 12:00 |
|  | América            | 2 - 1 | Deportivo San Gabriel |  | Municipal de Píllaro | 6 de septiembre | 12:00 |
|  | Atlético Ibarra    | 3 - 0 | Abuelos               |  | Olímpico (Ibarra)    | 6 de septiembre | 16:00 |

|  | América               | 0 - 1 | Atlético Ibarra    |  | Bellavista     | 8 de septiembre | 17:00          |
|  | Deportivo San Gabriel | -     | Deportivo Oriental |  | No se programó | No se programó  | No se programó |
|  | Abuelos               | 0 - 3 | Espoli             |  | Cancelado      | Cancelado       | Cancelado      |

|  | Espoli             | -     | América               |  | No se programó | No se programó | No se programó |
|  | Atlético Ibarra    | -     | Deportivo San Gabriel |  | No se programó | No se programó | No se programó |
|  | Deportivo Oriental | 3 - 0 | Abuelos               |  | Cancelado      | Cancelado      | Cancelado      |

## Zona 2
Los equipos de Tungurahua, Pichincha, Bolívar, Chimborazo, Napo y Pastaza.

### Clasificación
|  |     | Equipo          | PJ | PG | PE | PP | GF | GC | DG  | PTS |
|  | --- | --------------- | -- | -- | -- | -- | -- | -- | --- | --- |
|  | 1.° | Chacaritas      | 10 | 5  | 4  | 1  | 15 | 5  | +10 | 19  |
|  | 2.° | Puerto Quito    | 10 | 5  | 4  | 1  | 15 | 7  | +8  | 19  |
|  | 3.° | Deportivo Guano | 10 | 4  | 3  | 3  | 13 | 7  | +6  | 15  |
|  | 4.° | Deportivo Puyo  | 10 | 4  | 3  | 3  | 9  | 6  | +3  | 14  |
|  | 5.° | Mineros         | 10 | 3  | 4  | 3  | 12 | 10 | +2  | 12  |
|  | 6.° | Valle de Quijos | 10 | 0  | 0  | 10 | 2  | 31 | -29 | -4  |

### Evolución de la clasificación
| Equipo / Jornada | 01 | 02 | 03 | 04 | 05 | 06 | 07 | 08 | 09 | 10 |
| ---------------- | -- | -- | -- | -- | -- | -- | -- | -- | -- | -- |
| Chacaritas       | 3  | 1  | 1  | 2  | 3  | 3  | 3  | 1  | 1  | 1  |
| Puerto Quito     | 1  | 3  | 3  | 1  | 1  | 2  | 2  | 2  | 2  | 2  |
| Deportivo Guano  | 2  | 4  | 5  | 5  | 5  | 4  | 4  | 3  | 3  | 3  |
| Deportivo Puyo   | 4  | 2  | 2  | 4  | 2  | 1  | 1  | 4  | 4  | 4  |
| Mineros          | 5  | 5  | 4  | 3  | 4  | 5  | 5  | 5  | 5  | 5  |
| Valle de Quijos  | 6  | 6  | 6  | 6  | 6  | 6  | 6  | 6  | 6  | 6  |

### Resultados
|  | Deportivo Puyo  | 0 - 0 | Chacaritas   |  | Víctor Hugo Georgis | 30 de julio | 11:45 |
|  | Deportivo Guano | 3 - 0 | Mineros      |  | Timoteo Machado     | 30 de julio | 12:00 |
|  | Valle de Quijos | 0 - 3 | Puerto Quito |  | Víctor Montenegro   | 30 de julio | 15:30 |

|  | Mineros      | 3 - 0 | Valle de Quijos |  | Centenario             | 5 de agosto | 13:00 |
|  | Chacaritas   | 1 - 0 | Deportivo Guano |  | Ciudad de Pelileo      | 5 de agosto | 16:00 |
|  | Puerto Quito | 0 - 1 | Deportivo Puyo  |  | L.D.C. de Puerto Quito | 6 de agosto | 12:30 |

|  | Mineros         | 1 - 1 | Puerto Quito    |  | Centenario          | 9 de agosto | 15:00 |
|  | Valle de Quijos | 0 - 3 | Chacaritas      |  | Víctor Montenegro   | 9 de agosto | 16:00 |
|  | Deportivo Puyo  | 1 - 0 | Deportivo Guano |  | Víctor Hugo Georgis | 9 de agosto | 16:00 |

|  | Deportivo Guano | 4 - 2 | Valle de Quijos |  | Timoteo Machado     | 12 de agosto | 14:00 |
|  | Deportivo Puyo  | 0 - 1 | Mineros         |  | Víctor Hugo Georgis | 13 de agosto | 11:45 |
|  | Chacaritas      | 2 - 3 | Puerto Quito    |  | Ciudad de Pelileo   | 13 de agosto | 16:00 |

|  | Mineros         | 1 - 1 | Chacaritas      |  | L.D.C. de Ventanas     | 19 de agosto | 15:00 |
|  | Valle de Quijos | 0 - 3 | Deportivo Puyo  |  | Víctor Montenegro      | 19 de agosto | 15:00 |
|  | Puerto Quito    | 3 - 2 | Deportivo Guano |  | L.D.C. de Puerto Quito | 20 de agosto | 12:30 |

|  | Deportivo Puyo  | 3 - 0 | Valle de Quijos |  | Víctor Hugo Georgis | 27 de agosto | 11:45 |
|  | Deportivo Guano | 0 - 0 | Puerto Quito    |  | Timoteo Machado     | 27 de agosto | 12:00 |
|  | Chacaritas      | 2 - 1 | Mineros         |  | Ciudad de Pelileo   | 27 de agosto | 16:00 |

|  | Mineros         | 1 - 1 | Deportivo Puyo  |  | Centenario             | 2 de septiembre | 15:00     |
|  | Puerto Quito    | 0 - 0 | Chacaritas      |  | L.D.C. de Puerto Quito | 3 de septiembre | 12:30     |
|  | Valle de Quijos | 0 - 3 | Deportivo Guano |  | Cancelado              | Cancelado       | Cancelado |

|  | Deportivo Guano | 1 - 0 | Deportivo Puyo  |  | Timoteo Machado        | 6 de septiembre | 13:30     |
|  | Puerto Quito    | 2 - 1 | Mineros         |  | L.D.C. de Puerto Quito | 6 de septiembre | 14:00     |
|  | Chacaritas      | 3 - 0 | Valle de Quijos |  | Cancelado              | Cancelado       | Cancelado |

|  | Deportivo Puyo  | 0 - 0 | Puerto Quito |  | Víctor Hugo Georgis | 10 de septiembre | 11:45     |
|  | Deportivo Guano | 0 - 0 | Chacaritas   |  | Timoteo Machado     | 10 de septiembre | 14:00     |
|  | Valle de Quijos | 0 - 3 | Mineros      |  | Cancelado           | Cancelado        | Cancelado |

|  | Mineros      | 0 - 0 | Deportivo Guano |  | Centenario        | 16 de septiembre | 15:00     |
|  | Chacaritas   | 3 - 0 | Deportivo Puyo  |  | Ciudad de Pelileo | 16 de septiembre | 15:00     |
|  | Puerto Quito | 3 - 0 | Valle de Quijos |  | Cancelado         | Cancelado        | Cancelado |

## Zona 3
Los equipos de Esmeraldas, Los Ríos, Manabí, Santa Elena, Santo Domingo de los Tsáchilas y Cotopaxi.

### Clasificación
|  |     | Equipo              | PJ | PG | PE | PP | GF | GC | DG  | PTS |
|  | --- | ------------------- | -- | -- | -- | -- | -- | -- | --- | --- |
|  | 1.° | Insutec             | 10 | 6  | 2  | 2  | 18 | 6  | +12 | 20  |
|  | 2.° | Duros del Balón     | 10 | 6  | 1  | 3  | 21 | 10 | +11 | 19  |
|  | 3.° | La Unión            | 10 | 6  | 1  | 3  | 18 | 10 | +8  | 19  |
|  | 4.° | 5 de Agosto         | 10 | 5  | 3  | 2  | 11 | 9  | +2  | 17  |
|  | 5.° | Atlético Portoviejo | 10 | 3  | 1  | 6  | 11 | 13 | -2  | 10  |
|  | 6.° | San Rafael          | 10 | 0  | 0  | 10 | 2  | 33 | -31 | -2  |

### Evolución de la clasificación
| Equipo / Jornada    | 01 | 02 | 03 | 04 | 05 | 06 | 07 | 08 | 09 | 10 |
| ------------------- | -- | -- | -- | -- | -- | -- | -- | -- | -- | -- |
| Insutec             | 3  | 2  | 3  | 5  | 3  | 2  | 2  | 2  | 2  | 1  |
| Duros del Balón     | 4  | 5  | 4  | 2  | 2  | 1  | 1  | 1  | 1  | 2  |
| La Unión            | 6  | 4  | 5  | 4  | 5  | 3  | 4  | 4  | 3  | 3  |
| 5 de Agosto         | 2  | 1  | 1  | 1  | 1  | 4  | 3  | 3  | 4  | 4  |
| Atlético Portoviejo | 1  | 3  | 2  | 3  | 4  | 5  | 5  | 5  | 5  | 5  |
| San Rafael          | 5  | 6  | 6  | 6  | 6  | 6  | 6  | 6  | 6  | 6  |

### Resultados
|  | Atlético Portoviejo | 2 - 0 | La Unión    |  | Reales Tamarindos        | 29 de julio | 15:00 |
|  | Duros del Balón     | 2 - 2 | Insutec     |  | Alejandro Ponce Noboa    | 30 de julio | 11:00 |
|  | San Rafael          | 0 - 1 | 5 de Agosto |  | Jorge Chiriboga Guerrero | 30 de julio | 15:00 |

|  | La Unión    | 1 - 0 | San Rafael          |  | Jaime Zumárraga | 4 de agosto | 15:00 |
|  | Insutec     | 1 - 0 | Atlético Portoviejo |  | 7 de Octubre    | 5 de agosto | 11:00 |
|  | 5 de Agosto | 1 - 0 | Duros del Balón     |  | Folke Anderson  | 5 de agosto | 13:15 |

|  | Duros del Balón     | 2 - 1 | La Unión   |  | Alejandro Ponce Noboa | 9 de agosto | 11:30 |
|  | 5 de Agosto         | 2 - 1 | Insutec    |  | Folke Anderson        | 9 de agosto | 14:30 |
|  | Atlético Portoviejo | 2 - 1 | San Rafael |  | Reales Tamarindos     | 9 de agosto | 16:00 |

|  | La Unión            | 1 - 0 | Insutec         |  | Jaime Zumárraga          | 13 de agosto | 12:00 |
|  | San Rafael          | 0 - 2 | Duros del Balón |  | Jorge Chiriboga Guerrero | 13 de agosto | 15:00 |
|  | Atlético Portoviejo | 0 - 0 | 5 de Agosto     |  | Reales Tamarindos        | 13 de agosto | 15:00 |

|  | Insutec         | 2 - 0 | San Rafael          |  | Municipal de Valencia | 19 de agosto | 11:00 |
|  | 5 de Agosto     | 0 - 0 | La Unión            |  | Folke Anderson        | 19 de agosto | 13:15 |
|  | Duros del Balón | 2 - 1 | Atlético Portoviejo |  | Alejandro Ponce Noboa | 19 de agosto | 14:00 |

|  | La Unión            | 3 - 1 | 5 de Agosto     |  | Jaime Zumárraga          | 26 de agosto | 12:00 |
|  | Atlético Portoviejo | 0 - 1 | Duros del Balón |  | Reales Tamarindos        | 26 de agosto | 16:00 |
|  | San Rafael          | 0 - 3 | Insutec         |  | Jorge Chiriboga Guerrero | 27 de agosto | 15:00 |

|  | Insutec         | 4 - 0 | La Unión            |  | 7 de Octubre          | 1 de septiembre | 15:00 |
|  | Duros del Balón | 8 - 0 | San Rafael          |  | Alejandro Ponce Noboa | 2 de septiembre | 13:00 |
|  | 5 de Agosto     | 2 - 1 | Atlético Portoviejo |  | Folke Anderson        | 2 de septiembre | 13:15 |

|  | La Unión   | 2 - 1 | Duros del Balón     |  | Jaime Zumárraga          | 6 de septiembre | 12:00 |
|  | San Rafael | 0 - 4 | Atlético Portoviejo |  | Jorge Chiriboga Guerrero | 6 de septiembre | 15:00 |
|  | Insutec    | 0 - 0 | 5 de Agosto         |  | 7 de Octubre             | 6 de septiembre | 15:00 |

|  | San Rafael          | 0 - 7 | La Unión    |  | Jorge Chiriboga Guerrero | 9 de septiembre  | 15:00 |
|  | Duros del Balón     | 3 - 1 | 5 de Agosto |  | Alejandro Ponce Noboa    | 10 de septiembre | 10:00 |
|  | Atlético Portoviejo | 1 - 3 | Insutec     |  | Reales Tamarindos        | 10 de septiembre | 15:00 |

|  | Insutec     | 2 - 0 | Duros del Balón     |  | 7 de Octubre    | 16 de septiembre | 15:00 |
|  | La Unión    | 3 - 0 | Atlético Portoviejo |  | Jaime Zumárraga | 16 de septiembre | 15:00 |
|  | 5 de Agosto | 3 - 1 | San Rafael          |  | Folke Anderson  | 16 de septiembre | 15:00 |

## Zona 4
Los equipos de Esmeraldas, Los Ríos, Manabí, Santo Domingo de los Tsáchilas, Cotopaxi y Chimborazo.

### Clasificación
|  |     | Equipo            | PJ | PG | PE | PP | GF | GC | DG  | PTS |
|  | --- | ----------------- | -- | -- | -- | -- | -- | -- | --- | --- |
|  | 1.° | Juventus          | 10 | 5  | 3  | 2  | 23 | 14 | +9  | 18  |
|  | 2.° | Grecia            | 10 | 5  | 3  | 2  | 14 | 9  | +5  | 18  |
|  | 3.° | Alianza           | 10 | 4  | 2  | 4  | 13 | 18 | -5  | 14  |
|  | 4.° | Deportivo Quevedo | 10 | 3  | 4  | 3  | 12 | 8  | +4  | 13  |
|  | 5.° | Alianza Cotopaxi  | 10 | 4  | 1  | 5  | 19 | 15 | +4  | 12  |
|  | 6.° | Talleres          | 10 | 2  | 1  | 7  | 13 | 30 | -17 | 6   |

### Evolución de la clasificación
| Equipo / Jornada  | 01 | 02 | 03 | 04 | 05 | 06 | 07 | 08 | 09 | 10 |
| ----------------- | -- | -- | -- | -- | -- | -- | -- | -- | -- | -- |
| Juventus          | 1  | 1  | 1  | 1  | 2  | 2  | 2  | 3  | 2  | 1  |
| Grecia            | 5  | 3  | 2  | 2  | 1  | 1  | 1  | 1  | 1  | 2  |
| Alianza           | 3  | 5  | 6  | 6  | 6  | 4  | 4  | 4  | 5  | 3  |
| Deportivo Quevedo | 4  | 6  | 3  | 5  | 3  | 3  | 3  | 2  | 3  | 4  |
| Alianza Cotopaxi  | 2  | 2  | 4  | 3  | 4  | 5  | 5  | 5  | 4  | 5  |
| Talleres          | 6  | 4  | 5  | 4  | 5  | 6  | 6  | 6  | 6  | 6  |

### Resultados
|  | Juventus          | 4 - 1 | Talleres |  | Folke Anderson | 29 de julio | 13:00 |
|  | Deportivo Quevedo | 0 - 0 | Alianza  |  | 7 de Octubre   | 29 de julio | 15:30 |
|  | Alianza Cotopaxi  | 2 - 1 | Grecia   |  | La Cocha       | 29 de julio | 16:00 |

|  | Talleres | 2 - 1 | Alianza Cotopaxi  |  | Olímpico (Santo Domingo) | 5 de agosto | 15:00 |
|  | Grecia   | 1 - 0 | Deportivo Quevedo |  | Juan Manuel Álava        | 5 de agosto | 16:00 |
|  | Alianza  | 3 - 3 | Juventus          |  | Timoteo Machado          | 6 de agosto | 15:00 |

|  | Juventus          | 3 - 1 | Alianza Cotopaxi |  | Folke Anderson    | 9 de agosto | 12:00 |
|  | Deportivo Quevedo | 3 - 1 | Talleres         |  | 7 de Octubre      | 9 de agosto | 16:00 |
|  | Grecia            | 2 - 0 | Alianza          |  | Juan Manuel Álava | 9 de agosto | 16:00 |

|  | Juventus         | 1 - 1 | Grecia            |  | Folke Anderson           | 12 de agosto | 13:00 |
|  | Talleres         | 3 - 1 | Alianza           |  | Olímpico (Santo Domingo) | 12 de agosto | 15:00 |
|  | Alianza Cotopaxi | 1 - 0 | Deportivo Quevedo |  | La Cocha                 | 12 de agosto | 16:00 |

|  | Grecia            | 3 - 2 | Talleres         |  | Homero Andrade        | 19 de agosto | 16:00 |
|  | Alianza           | 2 - 1 | Alianza Cotopaxi |  | Timoteo Machado       | 20 de agosto | 12:00 |
|  | Deportivo Quevedo | 4 - 0 | Juventus         |  | Municipal de Valencia | 20 de agosto | 16:00 |

|  | Juventus         | 1 - 1 | Deportivo Quevedo |  | Folke Anderson           | 26 de agosto | 13:00 |
|  | Talleres         | 1 - 2 | Grecia            |  | Olímpico (Santo Domingo) | 26 de agosto | 15:00 |
|  | Alianza Cotopaxi | 2 - 3 | Alianza           |  | La Cocha                 | 26 de agosto | 16:00 |

|  | Deportivo Quevedo | 1 - 0 | Alianza Cotopaxi |  | 7 de Octubre        | 2 de septiembre | 16:00 |
|  | Grecia            | 0 - 1 | Juventus         |  | Homero Andrade      | 2 de septiembre | 16:00 |
|  | Alianza           | 2 - 0 | Talleres         |  | Olímpico (Riobamba) | 3 de septiembre | 12:00 |

|  | Talleres         | 2 - 2 | Deportivo Quevedo |  | Olímpico (Santo Domingo) | 6 de septiembre | 15:00 |
|  | Alianza          | 0 - 2 | Grecia            |  | Timoteo Machado          | 6 de septiembre | 16:00 |
|  | Alianza Cotopaxi | 2 - 1 | Juventus          |  | La Cocha                 | 6 de septiembre | 16:00 |

|  | Juventus          | 5 - 1 | Alianza  |  | Folke Anderson | 9 de septiembre | 13:00 |
|  | Alianza Cotopaxi  | 8 - 1 | Talleres |  | La Cocha       | 9 de septiembre | 16:00 |
|  | Deportivo Quevedo | 1 - 1 | Grecia   |  | 7 de Octubre   | 9 de septiembre | 16:00 |

|  | Alianza  | 1 - 0 | Deportivo Quevedo |  | Timoteo Machado          | 16 de septiembre | 15:00 |
|  | Talleres | 0 - 4 | Juventus          |  | Olímpico (Santo Domingo) | 16 de septiembre | 15:00 |
|  | Grecia   | 1 - 1 | Alianza Cotopaxi  |  | Homero Andrade           | 16 de septiembre | 15:00 |

## Zona 5
Los equipos de Azuay, Cañar, El Oro, Guayas y Loja.

### Clasificación
|  |     | Equipo          | PJ | PG | PE | PP | GF | GC | DG  | PTS |
|  | --- | --------------- | -- | -- | -- | -- | -- | -- | --- | --- |
|  | 1.° | Orense          | 8  | 6  | 1  | 1  | 19 | 6  | +13 | 18  |
|  | 2.° | Rocafuerte      | 7  | 5  | 1  | 1  | 20 | 4  | +16 | 16  |
|  | 3.° | Atenas F. C.    | 7  | 3  | 2  | 2  | 8  | 8  | 0   | 11  |
|  | 4.° | Municipal Cañar | 6  | 1  | 0  | 5  | 10 | 16 | -6  | 3   |
|  | 5.° | Búffalos        | 6  | 0  | 0  | 6  | 2  | 25 | -23 | -4  |

### Evolución de la clasificación
| Equipo / Jornada | 01 | 02 | 03 | 04 | 05 | 06 | 07 | 08 | 09 | 10 |
| ---------------- | -- | -- | -- | -- | -- | -- | -- | -- | -- | -- |
| Orense           | 3  | 3  | 4  | 3  | 2  | 2  | 2  | 1  | 1  | 1  |
| Rocafuerte       | 1  | 1  | 1  | 1  | 1  | 1  | 1  | 2  | 2  | 2  |
| Atenas F. C.     | 2  | 4  | 2  | 2  | 3  | 3  | 3  | 3  | 3  | 3  |
| Municipal Cañar  | 4  | 2  | 3  | 4  | 4  | 4  | 4  | 4  | 4  | 4  |
| Búffalos         | 5  | 5  | 5  | 5  | 5  | 5  | 5  | 5  | 5  | 5  |

### Resultados
|        | Atenas   | 1 - 0  | Municipal Cañar |        | Municipal de Guachapala | 28 de julio | 13:15  |
|        | Búffalos | 0 - 7  | Rocafuerte      |        | Reina del Cisne         | 30 de julio | 11:30  |
| Libre: | Libre:   | Orense | Orense          | Orense | Orense                  | Orense      | Orense |

|        | Orense          | 2 - 0      | Atenas     |            | 9 de Mayo             | 4 de agosto | 15:00      |
|        | Municipal Cañar | 7 - 1      | Búffalos   |            | Municipal 26 de Enero | 5 de agosto | 15:00      |
| Libre: | Libre:          | Rocafuerte | Rocafuerte | Rocafuerte | Rocafuerte            | Rocafuerte  | Rocafuerte |

|        | Atenas     | 3 - 0           | Búffalos        |                 | Gerardo León Pozo     | 9 de agosto     | 13:00           |
|        | Rocafuerte | 2 - 0           | Orense          |                 | Alejandro Ponce Noboa | 9 de agosto     | 14:00           |
| Libre: | Libre:     | Municipal Cañar | Municipal Cañar | Municipal Cañar | Municipal Cañar       | Municipal Cañar | Municipal Cañar |

|        | Municipal Cañar | 1 - 4    | Orense     |          | Municipal 26 de Enero   | 12 de agosto | 15:00    |
|        | Atenas          | 0 - 0    | Rocafuerte |          | Municipal de Guachapala | 13 de agosto | 13:30    |
| Libre: | Libre:          | Búffalos | Búffalos   | Búffalos | Búffalos                | Búffalos     | Búffalos |

|        | Orense     | 3 - 0  | Búffalos        |        | 9 de Mayo             | 18 de agosto | 15:00  |
|        | Rocafuerte | 4 - 0  | Municipal Cañar |        | Alejandro Ponce Noboa | 19 de agosto | 10:00  |
| Libre: | Libre:     | Atenas | Atenas          | Atenas | Atenas                | Atenas       | Atenas |

|        | Municipal Cañar | 2 - 3  | Rocafuerte |        | Municipal 26 de Enero | 26 de agosto | 15:00  |
|        | Búffalos        | 0 - 3  | Orense     |        | Reina del Cisne       | 27 de agosto | 11:30  |
| Libre: | Libre:          | Atenas | Atenas     | Atenas | Atenas                | Atenas       | Atenas |

|        | Orense     | 3 - 0    | Municipal Cañar |          | 9 de Mayo             | 1 de septiembre | 15:00    |
|        | Rocafuerte | 3 - 0    | Atenas          |          | Alejandro Ponce Noboa | 2 de septiembre | 10:00    |
| Libre: | Libre:     | Búffalos | Búffalos        | Búffalos | Búffalos              | Búffalos        | Búffalos |

|        | Búffalos | 1 - 2           | Atenas          |                 | Reina del Cisne | 6 de septiembre | 11:30           |
|        | Orense   | 2 - 1           | Rocafuerte      |                 | 9 de Mayo       | 6 de septiembre | 15:00           |
| Libre: | Libre:   | Municipal Cañar | Municipal Cañar | Municipal Cañar | Municipal Cañar | Municipal Cañar | Municipal Cañar |

|        | Atenas   | 2 - 2      | Orense          |            | Alejandro Serrano Aguilar | 10 de septiembre | 15:00          |
|        | Búffalos | -          | Municipal Cañar |            | No se programó            | No se programó   | No se programó |
| Libre: | Libre:   | Rocafuerte | Rocafuerte      | Rocafuerte | Rocafuerte                | Rocafuerte       | Rocafuerte     |

|        | Rocafuerte      | -      | Búffalos |        | No se programó | No se programó | No se programó |
|        | Municipal Cañar | -      | Atenas   |        | No se programó | No se programó | No se programó |
| Libre: | Libre:          | Orense | Orense   | Orense | Orense         | Orense         | Orense         |

## Zona 6
Los equipos de Azuay, Cañar, El Oro, Guayas, Loja y Morona Santiago.

### Clasificación
|  |     | Equipo                | PJ | PG | PE | PP | GF | GC | DG  | PTS |
|  | --- | --------------------- | -- | -- | -- | -- | -- | -- | --- | --- |
|  | 1.° | C. S. Patria          | 10 | 7  | 2  | 1  | 21 | 5  | +16 | 23  |
|  | 2.° | San Francisco         | 10 | 7  | 1  | 2  | 20 | 3  | +17 | 22  |
|  | 3.° | Audaz Octubrino       | 10 | 6  | 3  | 1  | 14 | 6  | +8  | 21  |
|  | 4.° | Baldor Bermeo Cabrera | 9  | 2  | 0  | 7  | 10 | 19 | -9  | 6   |
|  | 5.° | Deportivo Morona      | 10 | 2  | 1  | 7  | 7  | 19 | -12 | 3   |
|  | 6.° | Ciudad de Yantzaza    | 9  | 1  | 1  | 7  | 6  | 26 | -20 | 0   |

### Evolución de la clasificación
| Equipo / Jornada      | 01 | 02 | 03 | 04 | 05 | 06 | 07 | 08 | 09 | 10 |
| --------------------- | -- | -- | -- | -- | -- | -- | -- | -- | -- | -- |
| C. S. Patria          | 3  | 1  | 1  | 1  | 1  | 1  | 1  | 1  | 1  | 1  |
| San Francisco         | 4  | 4  | 2  | 2  | 3  | 2  | 2  | 2  | 2  | 2  |
| Audaz Octubrino       | 2  | 3  | 3  | 3  | 2  | 3  | 3  | 3  | 3  | 3  |
| Baldor Bermeo Cabrera | 5  | 5  | 6  | 6  | 5  | 4  | 4  | 4  | 4  | 4  |
| Deportivo Morona      | 6  | 6  | 5  | 5  | 6  | 6  | 6  | 5  | 5  | 5  |
| Ciudad de Yantzaza    | 1  | 2  | 4  | 4  | 4  | 5  | 5  | 6  | 6  | 6  |

### Resultados
|  | Baldor Bermeo Cabrera | 1 - 3 | Ciudad de Yantzaza |  | Municipal de Guachapala | 28 de julio | 11:00 |
|  | Audaz Octubrino       | 2 - 0 | Deportivo Morona   |  | 9 de Mayo               | 29 de julio | 15:00 |
|  | San Francisco         | 0 - 1 | Patria             |  | Jorge Andrade Cantos    | 30 de julio | 11:30 |

|  | Deportivo Morona   | 0 - 2 | San Francisco         |  | Tito Navarrete        | 5 de agosto | 12:00 |
|  | Patria             | 4 - 2 | Baldor Bermeo Cabrera |  | Samborondón Arena     | 5 de agosto | 16:00 |
|  | Ciudad de Yantzaza | 1 - 1 | Audaz Octubrino       |  | Municipal de Yantzaza | 6 de agosto | 15:00 |

|  | Audaz Octubrino    | 0 - 0 | Patria                |  | 9 de Mayo             | 9 de agosto | 15:00 |
|  | Ciudad de Yantzaza | 1 - 3 | Deportivo Morona      |  | Municipal de Yantzaza | 9 de agosto | 16:00 |
|  | San Francisco      | 1 - 0 | Baldor Bermeo Cabrera |  | Jorge Andrade Cantos  | 9 de agosto | 18:00 |

|  | Patria                | 4 - 0 | Deportivo Morona   |  | Samborondón Arena       | 12 de agosto | 16:00 |
|  | Baldor Bermeo Cabrera | 0 - 1 | Audaz Octubrino    |  | Municipal de Guachapala | 13 de agosto | 11:00 |
|  | San Francisco         | 6 - 0 | Ciudad de Yantzaza |  | Jorge Andrade Cantos    | 13 de agosto | 11:30 |

|  | Deportivo Morona   | 0 - 1 | Baldor Bermeo Cabrera |  | Tito Navarrete        | 19 de agosto | 12:00 |
|  | Audaz Octubrino    | 1 - 0 | San Francisco         |  | 9 de Mayo             | 19 de agosto | 13:00 |
|  | Ciudad de Yantzaza | 1 - 6 | Patria                |  | Municipal de Yantzaza | 19 de agosto | 15:00 |

|  | Baldor Bermeo Cabrera | 5 - 2 | Deportivo Morona   |  | Alejandro Serrano Aguilar | 26 de agosto | 11:00 |
|  | Patria                | 3 - 0 | Ciudad de Yantzaza |  | Samborondón Arena         | 26 de agosto | 16:00 |
|  | San Francisco         | 2 - 1 | Audaz Octubrino    |  | Jorge Andrade Cantos      | 27 de agosto | 11:30 |

|  | Deportivo Morona   | 0 - 1 | Patria                |  | Tito Navarrete        | 2 de septiembre | 12:00 |
|  | Audaz Octubrino    | 2 - 1 | Baldor Bermeo Cabrera |  | 9 de Mayo             | 2 de septiembre | 13:00 |
|  | Ciudad de Yantzaza | 0 - 2 | San Francisco         |  | Municipal de Yantzaza | 3 de septiembre | 15:00 |

|  | Deportivo Morona      | 1 - 0 | Ciudad de Yantzaza |  | Tito Navarrete            | 6 de septiembre | 12:00 |
|  | Baldor Bermeo Cabrera | 0 - 5 | San Francisco      |  | Alejandro Serrano Aguilar | 6 de septiembre | 14:00 |
|  | Patria                | 1 - 2 | Audaz Octubrino    |  | Samborondón Arena         | 6 de septiembre | 16:00 |

|  | San Francisco         | 2 - 0 | Deportivo Morona   |  | Jorge Andrade Cantos      | 10 de septiembre | 11:30 |
|  | Audaz Octubrino       | 3 - 0 | Ciudad de Yantzaza |  | 9 de Mayo                 | 10 de septiembre | 13:00 |
|  | Baldor Bermeo Cabrera | 0 - 1 | Patria             |  | Alejandro Serrano Aguilar | 10 de septiembre | 18:00 |

|  | Patria             | 0 - 0 | San Francisco         |  | Samborondón Arena | 16 de septiembre | 15:00          |
|  | Deportivo Morona   | 1 - 1 | Audaz Octubrino       |  | Tito Navarrete    | 16 de septiembre | 15:00          |
|  | Ciudad de Yantzaza | -     | Baldor Bermeo Cabrera |  | No se programó    | No se programó   | No se programó |

## Equipos clasificados a la fase nacional (cuadrangulares semifinales)
| Zona | 1.° lugar                        | 2.° lugar                      |
| ---- | -------------------------------- | ------------------------------ |
| 1    | Club Deportivo Espoli            | Club Atlético Ibarra           |
| 2    | Club Deportivo Chacaritas        | Club Deportivo Puerto Quito    |
| 3    | Fútbol Club Insutec              | Club Deportivo Duros del Balón |
| 4    | Club Social y Deportivo Juventus | Club Deportivo Grecia          |
| 5    | Orense Sporting Club             | Rocafuerte Fútbol Club         |
| 6    | Club Sport Patria                | Club Deportivo San Francisco   |

## Cuadrangulares Semifinales
– Clasificado para el cuadrangular final.

### Grupo A
|  |     | Equipo        | PJ | PG | PE | PP | GF | GC | DG | PTS |
|  | --- | ------------- | -- | -- | -- | -- | -- | -- | -- | --- |
|  | 1.° | Rocafuerte    | 6  | 4  | 1  | 1  | 13 | 4  | +9 | 13  |
|  | 2.° | Juventus      | 6  | 4  | 0  | 2  | 10 | 8  | +2 | 12  |
|  | 3.° | Espoli        | 6  | 1  | 1  | 4  | 9  | 11 | -2 | 4   |
|  | 4.° | San Francisco | 6  | 2  | 0  | 4  | 5  | 14 | -9 | 0   |

### Evolución de la clasificación
| Equipo / Jornada | 01 | 02 | 03 | 04 | 05 | 06 |
| ---------------- | -- | -- | -- | -- | -- | -- |
| Rocafuerte       | 2  | 2  | 2  | 1  | 1  | 1  |
| Juventus         | 4  | 1  | 1  | 2  | 2  | 2  |
| Espoli           | 3  | 3  | 3  | 3  | 3  | 3  |
| San Francisco    | 1  | 4  | 4  | 4  | 4  | 4  |

### Resultados
|  | Rocafuerte    | 1 - 0 | Espoli   |  | Alejandro Ponce Noboa | 23 de septiembre | 10:00 |
|  | San Francisco | 2 - 0 | Juventus |  | Jorge Andrade Cantos  | 24 de septiembre | 11:30 |

|  | Espoli   | 4 - 0 | San Francisco |  | Olímpico Guillermo Albornoz | 30 de septiembre | 14:00 |
|  | Juventus | 1 - 0 | Rocafuerte    |  | Folke Anderson              | 1 de octubre     | 13:00 |

|  | Juventus      | 4 - 1 | Espoli     |  | Folke Anderson       | 7 de octubre | 12:30 |
|  | San Francisco | 0 - 1 | Rocafuerte |  | Jorge Andrade Cantos | 8 de octubre | 11:30 |

|  | Rocafuerte | 5 - 1 | San Francisco |  | Alejandro Ponce Noboa       | 14 de octubre | 10:00 |
|  | Espoli     | 1 - 2 | Juventus      |  | Olímpico Guillermo Albornoz | 14 de octubre | 14:00 |

|  | Rocafuerte    | 4 - 0 | Juventus |  | Alejandro Ponce Noboa | 21 de octubre | 09:00 |
|  | San Francisco | 2 - 1 | Espoli   |  | Jorge Andrade Cantos  | 22 de octubre | 11:30 |

|  | Juventus | 3 - 0 | San Francisco |  | Folke Anderson              | 29 de octubre | 14:00 |
|  | Espoli   | 2 - 2 | Rocafuerte    |  | Olímpico Guillermo Albornoz | 29 de octubre | 14:00 |

### Grupo B
|  |     | Equipo          | PJ | PG | PE | PP | GF | GC | DG  | PTS |
|  | --- | --------------- | -- | -- | -- | -- | -- | -- | --- | --- |
|  | 1.° | Chacaritas      | 6  | 4  | 1  | 1  | 9  | 3  | +6  | 13  |
|  | 2.° | Grecia          | 6  | 4  | 1  | 1  | 10 | 5  | +5  | 13  |
|  | 3.° | Insutec         | 5  | 2  | 0  | 3  | 6  | 6  | 0   | 6   |
|  | 4.° | Atlético Ibarra | 5  | 0  | 0  | 5  | 2  | 13 | -11 | 0   |

### Evolución de la clasificación
| Equipo / Jornada | 01 | 02 | 03 | 04 | 05 | 06 |
| ---------------- | -- | -- | -- | -- | -- | -- |
| Chacaritas       | 2  | 1  | 1  | 1  | 1  | 1  |
| Grecia           | 4  | 3  | 2  | 2  | 2  | 2  |
| Insutec          | 1  | 2  | 3  | 3  | 3  | 3  |
| Atlético Ibarra  | 3  | 4  | 4  | 4  | 4  | 4  |

### Resultados
|  | Grecia          | 0 - 1 | Chacaritas |  | Homero Andrade    | 23 de septiembre | 16:00 |
|  | Atlético Ibarra | 1 - 2 | Insutec    |  | Olímpico (Ibarra) | 24 de septiembre | 14:00 |

|  | Insutec    | 1 - 2 | Grecia          |  | 7 de Octubre      | 1 de octubre | 15:00 |
|  | Chacaritas | 5 - 0 | Atlético Ibarra |  | Ciudad de Pelileo | 1 de octubre | 16:00 |

|  | Grecia     | 3 - 0 | Atlético Ibarra |  | Homero Andrade    | 7 de octubre | 16:00 |
|  | Chacaritas | 1 - 0 | Insutec         |  | Ciudad de Pelileo | 8 de octubre | 16:00 |

|  | Insutec         | 2 - 0 | Chacaritas |  | 7 de Octubre      | 15 de octubre | 15:00 |
|  | Atlético Ibarra | 1 - 2 | Grecia     |  | Olímpico (Ibarra) | 15 de octubre | 16:00 |

|  | Atlético Ibarra | 0 - 1 | Chacaritas |  | Olímpico (Ibarra) | 21 de octubre | 16:00 |
|  | Grecia          | 2 - 1 | Insutec    |  | Homero Andrade    | 21 de octubre | 16:00 |

|  | Chacaritas | 1 - 1 | Grecia          |  | Ciudad de Pelileo | 29 de octubre  | 14:00          |
|  | Insutec    | -     | Atlético Ibarra |  | No se programó    | No se programó | No se programó |

### Grupo C
|  |     | Equipo          | PJ | PG | PE | PP | GF | GC | DG  | PTS |
|  | --- | --------------- | -- | -- | -- | -- | -- | -- | --- | --- |
|  | 1.° | Puerto Quito    | 6  | 4  | 2  | 0  | 13 | 3  | +10 | 14  |
|  | 2.° | Orense          | 6  | 4  | 1  | 1  | 13 | 5  | +8  | 13  |
|  | 3.° | C. S. Patria    | 5  | 0  | 2  | 3  | 1  | 9  | -8  | 2   |
|  | 4.° | Duros del Balón | 5  | 0  | 1  | 4  | 2  | 12 | -10 | 1   |

### Evolución de la clasificación
| Equipo / Jornada | 01 | 02 | 03 | 04 | 05 | 06 |
| ---------------- | -- | -- | -- | -- | -- | -- |
| Puerto Quito     | 1  | 1  | 1  | 1  | 1  | 1  |
| Orense           | 4  | 2  | 2  | 2  | 2  | 2  |
| C. S. Patria     | 2  | 3  | 3  | 3  | 3  | 3  |
| Duros del Balón  | 3  | 4  | 4  | 4  | 4  | 4  |

### Resultados
|  | Duros del Balón | 0 - 0 | Patria |  | El Dorado              | 24 de septiembre | 12:00 |
|  | Puerto Quito    | 3 - 0 | Orense |  | L.D.C. de Puerto Quito | 24 de septiembre | 13:15 |

|  | Patria | 1 - 1 | Puerto Quito    |  | Samborondón Arena | 30 de septiembre | 16:00 |
|  | Orense | 4 - 1 | Duros del Balón |  | 9 de Mayo         | 1 de octubre     | 15:00 |

|  | Puerto Quito | 2 - 0 | Duros del Balón |  | L.D.C. de Puerto Quito | 7 de octubre | 12:00 |
|  | Orense       | 2 - 0 | Patria          |  | 9 de Mayo              | 8 de octubre | 15:00 |

|  | Duros del Balón | 1 - 2 | Puerto Quito |  | Alejandro Ponce Noboa | 14 de octubre | 15:00 |
|  | Patria          | 0 - 2 | Orense       |  | Samborondón Arena     | 14 de octubre | 16:00 |

|  | Duros del Balón | 0 - 4 | Orense |  | Alejandro Ponce Noboa  | 21 de octubre | 15:00 |
|  | Puerto Quito    | 4 - 0 | Patria |  | L.D.C. de Puerto Quito | 22 de octubre | 12:30 |

|  | Orense | 1 - 1 | Puerto Quito    |  | 9 de Mayo      | 29 de octubre  | 14:00          |
|  | Patria | -     | Duros del Balón |  | No se programó | No se programó | No se programó |

### Mejor segundo
Entre los equipos que finalicen en el segundo lugar de sus respectivos grupos, el mejor avanzará al cuadrangular final.
| Equipo   | Gr. | Pts. | PJ | PG | PE | PP | GF | GC | Dif | GV |
| -------- | --- | ---- | -- | -- | -- | -- | -- | -- | --- | -- |
| Orense   | C   | 13   | 6  | 4  | 1  | 1  | 13 | 5  | 8   | 6  |
| Grecia   | B   | 13   | 6  | 4  | 1  | 1  | 10 | 5  | 5   | 5  |
| Juventus | A   | 12   | 6  | 4  | 0  | 2  | 10 | 8  | 2   | 2  |

## Cuadrangular final

### Clasificación
|  |  |     | Equipo       | PJ | PG | PE | PP | GF | GC | DG | PTS |
|  |  | --- | ------------ | -- | -- | -- | -- | -- | -- | -- | --- |
|  |  | 1.° | Puerto Quito | 6  | 3  | 3  | 0  | 9  | 5  | +4 | 12  |
|  |  | 2.° | Orense       | 6  | 1  | 5  | 0  | 4  | 3  | +1 | 8   |
|  |  | 3.° | Chacaritas   | 6  | 1  | 3  | 2  | 8  | 9  | -1 | 6   |
|  |  | 4.° | Rocafuerte   | 6  | 0  | 3  | 3  | 4  | 8  | -4 | 3   |

|  | Campeón ascendido a la Serie B 2018.     |
|  | Vicecampeón ascendido a la Serie B 2018. |

### Evolución de la clasificación
| Equipo / Jornada | 01 | 02 | 03 | 04 | 05 | 06 |
| ---------------- | -- | -- | -- | -- | -- | -- |
| Puerto Quito     | 3  | 1  | 1  | 1  | 1  | 1  |
| Orense           | 4  | 3  | 3  | 2  | 2  | 2  |
| Chacaritas       | 1  | 2  | 2  | 4  | 4  | 3  |
| Rocafuerte       | 2  | 4  | 4  | 3  | 3  | 4  |

### Resultados
|  | Rocafuerte | 1 - 1 Archivado el 16 de noviembre de 2017 en Wayback Machine. | Chacaritas   |  | Alejandro Ponce Noboa | 11 de noviembre | 09:30 |
|  | Orense     | 0 - 0 Archivado el 16 de noviembre de 2017 en Wayback Machine. | Puerto Quito |  | 9 de Mayo             | 12 de noviembre | 15:00 |

|  | Puerto Quito | 2 - 1 (enlace roto disponible en Internet Archive; véase el historial, la primera versión y la última). | Rocafuerte |  | LDC de Puerto Quito | 19 de noviembre | 12:30 |
|  | Chacaritas   | 1 - 1 (enlace roto disponible en Internet Archive; véase el historial, la primera versión y la última). | Orense     |  | Ciudad de Pelileo   | 19 de noviembre | 16:00 |

|  | Rocafuerte | 2 - 2 (enlace roto disponible en Internet Archive; véase el historial, la primera versión y la última). | Orense       |  | Alejandro Ponce Noboa | 25 de noviembre | 09:30 |
|  | Chacaritas | 3 - 3 Archivado el 2 de diciembre de 2017 en Wayback Machine.                                           | Puerto Quito |  | Ciudad de Pelileo     | 26 de noviembre | 16:00 |

|  | Orense       | 0 - 0 (enlace roto disponible en Internet Archive; véase el historial, la primera versión y la última). | Rocafuerte |  | 9 de Mayo           | 2 de diciembre | 15:00 |
|  | Puerto Quito | 3 - 1 Archivado el 7 de diciembre de 2017 en Wayback Machine.                                           | Chacaritas |  | LDC de Puerto Quito | 3 de diciembre | 12:30 |

|  | Rocafuerte | 0 - 1 Archivado el 13 de diciembre de 2017 en Wayback Machine. | Puerto Quito |  | Alejandro Ponce Noboa | 9 de diciembre | 09:30 |
|  | Orense     | 1 - 0 Archivado el 13 de diciembre de 2017 en Wayback Machine. | Chacaritas   |  | 9 de Mayo             | 9 de diciembre | 13:00 |

|  | Puerto Quito | 0 - 0 (enlace roto disponible en Internet Archive; véase el historial, la primera versión y la última). | Orense     |  | LDC de Puerto Quito | 16 de diciembre | 13:00 |
|  | Chacaritas   | 2 - 0 (enlace roto disponible en Internet Archive; véase el historial, la primera versión y la última). | Rocafuerte |  | Timoteo Machado     | 17 de diciembre | 12:00 |

### Campeón
|                                                               |
| Club Deportivo Puerto Quito 1.er título Asciende a la Serie B |
| También asciende Orense Sporting Club como Vicecampeón.       |

## Goleadores
- Actualizado en 3 de diciembre de 2017

| Jugador              | Equipo          | Goles | 1° Fase |
| -------------------- | --------------- | ----- | ------- |
| 1. Jostin Alman      | Grecia          | 13    | 12      |
| 2. Guiner Vergara    | Puerto Quito    | 12    | 14      |
| 3. Darwin Rodríguez  | Espoli          | 12    | 3       |
| 4. Jorge Ladines     | Duros del Balón | 11    | 6       |
| 5. Ginson Cangá      | Juventus        | 11    | 6       |
| 6. Aldair Muñóz      | San Francisco   | 8     | 11      |
| 7. Renny Jaramillo   | Juventus        | 8     | 2       |
| 8. Víctor Valle      | Orense          | 8     | 2       |
| 9. Carlos Wila       | Atlético Ibarra | 7     | N/A     |
| 10. Ricardo Llorente | Insutec         | 7     | 7       |